# Distretto di Ichuña
Il distretto di Ichuña è uno degli undici distretti della provincia di General Sánchez Cerro, in Perù. Si trova nella regione di Moquegua e si estende su una superficie di 1.017,74 chilometri quadrati.
Istituito il 2 gennaio 1857, ha per capitale la città di Ichuña.